# Проломник
Проло́мник (лат. Andrósace) — род однолетних, двулетних или многолетних травянистых растений семейства Первоцветные, произрастающих в умеренных областях Северного полушария.

## Описание
Листья обычно собраны в розетку, цельные. Мелкие цветки окрашены в белый, розовый или красный цвет, могут быть как одиночные, так и в зонтиках. Чашечка колокольчатая или шаровидная; венчик блюдцевидный или воронковидный. Плод — шаровидная коробочка.
От представителей рода Первоцвет (Primula) виды проломника отличаются короткой трубочкой венчика.
Для многих видов характерна гетеростилия.

## Классификация

### Таксономия
Androsace L., 1753, Sp. Pl. : 142
Род Проломник относится к семейству Первоцветные (Primulaceae) порядка Верескоцветные (Ericales) последовательно входящий в клады Астериды → Суперастериды → Эвдикоты → Цветковые растения. Таксономическая схема в соответствии с Системой APG IV по состоянию на декабрь 2023 года:
|  |                          |  |                                   |                                   |                        |  | еще 21 семейство |              |               |                                                                  |
|  |                          |  |                                   |                                   |                        |  |                  |              |               | 179 подтвержденных видов и 29 видов в статусе "неподтвержденных" |
|  |                          |  |                                   | порядок Верескоцветные            |                        |  |                  |              | род Проломник |                                                                  |
|  |                          |  |                                   | порядок Верескоцветные            |                        |  |                  |              | род Проломник |                                                                  |
|  | клада Цветковые растения |  |                                   |                                   | семейство Первоцветные |  |                  |              |               |                                                                  |
|  | клада Цветковые растения |  |                                   |                                   |                        |  |                  |              |               |                                                                  |
|  |                          |  | ещё 63 порядка цветковых растений | ещё 63 порядка цветковых растений |                        |  |                  | еще 57 родов | еще 57 родов  |                                                                  |
|  |                          |  |                                   | ещё 63 порядка цветковых растений |                        |  |                  |              | еще 57 родов  |                                                                  |

### Виды
Некоторые виды:
- Androsace filiformis Retz. — Проломник нитевидный
- Androsace maxima L. — Проломник большой
- Androsace septentrionalis L. typus[4] — Проломник северный

### Синонимы
- Amadea Adans.
- Aretia L.
- Douglasia Lindl.
- Drosace A.Nelson
- Gregoria Duby
- Macrotybus Dulac
- Vitaliana Sesl.